# Bonifatiuskirche (Unfinden)

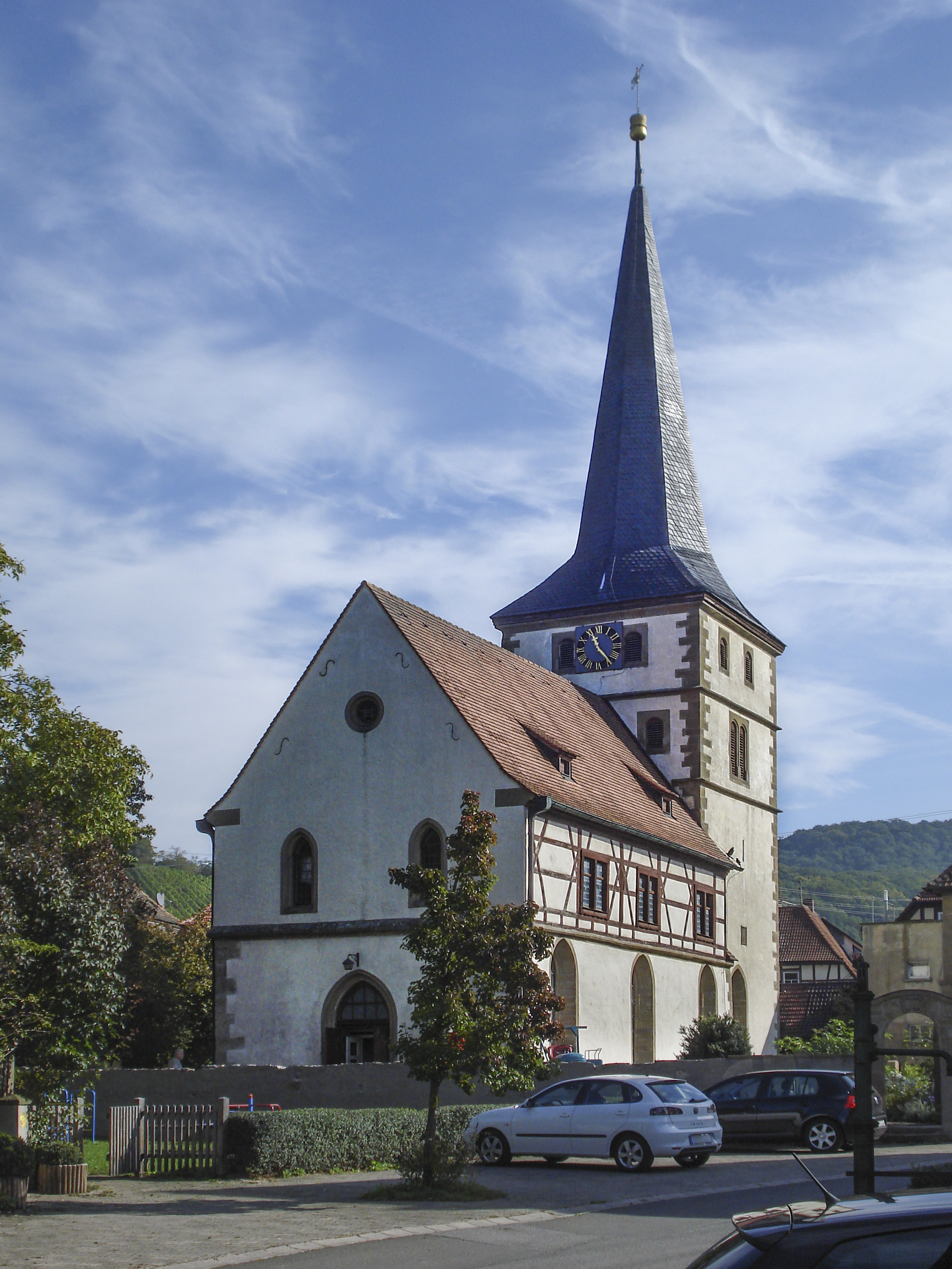
Die Bonifatiuskirche in Unfinden

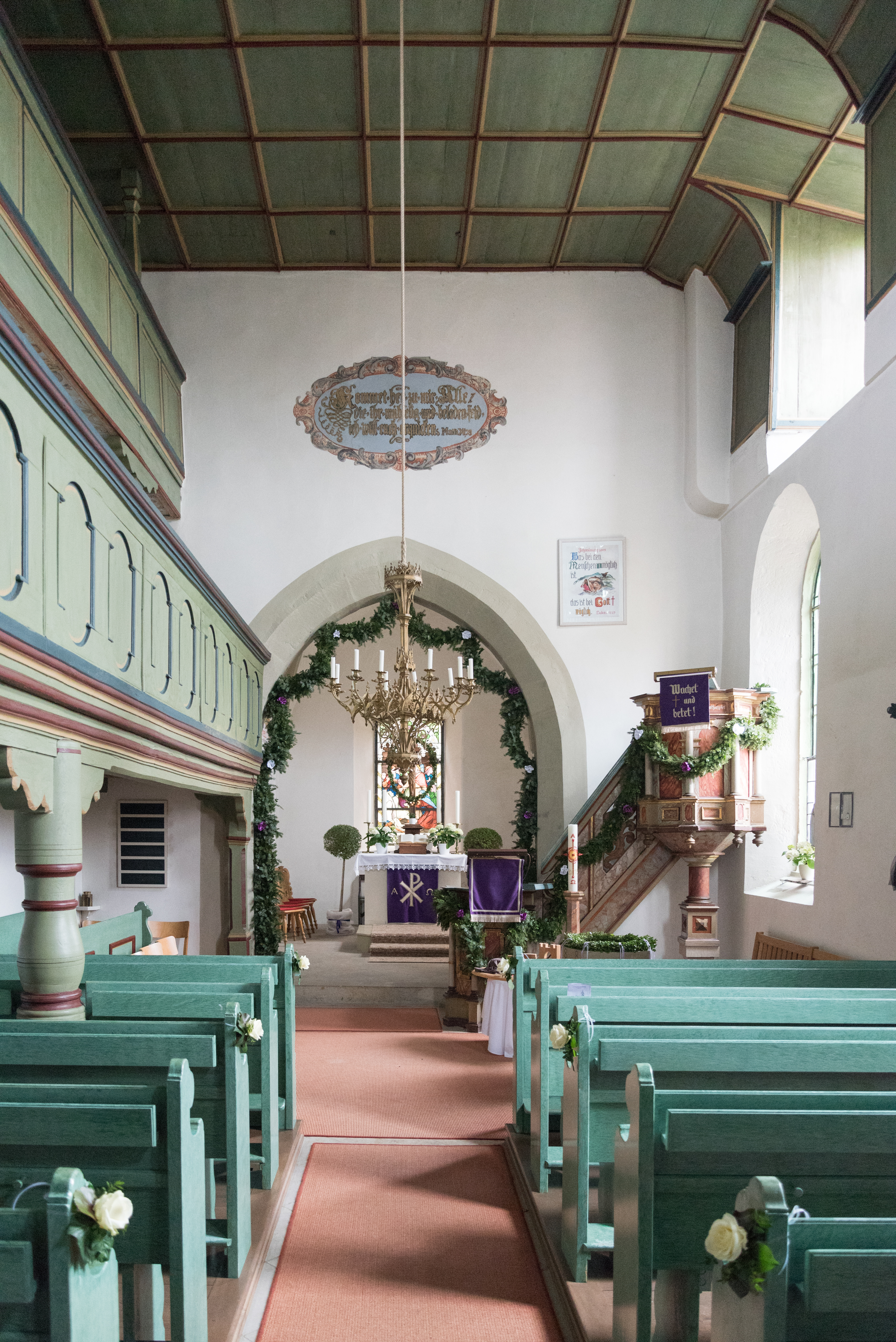
Inneres der Kirche

Die evangelisch-lutherische Bonifatiuskirche ist die Dorfkirche von Unfinden, einem Gemeindeteil von Königsberg in Bayern im unterfränkischen Landkreis Haßberge. Die zusammen mit der Kirchhofmauer denkmalgeschützte Kirche hat einen Chorturm, dessen Kern im 15. Jahrhundert entstand. Die Pfarrei Unfinden ist ein Teil des Dekanats Rügheim.

## Geschichte
Die Pfarrei Unfinden bekennt sich seit dem Jahr 1526 zur Reformation. Die Kirche entstand bereits im 15. Jahrhundert. Der Kirchturm wurde im Jahr 1567 und im 18. Jahrhundert erhöht. Im Jahr 1757 erhielt das Langhaus sein Fachwerkobergeschoss.

## Beschreibung
Der Kirchturm steht als Chorturm im Osten. Er hat einen spitzen Helm und Zwillingsschallfenster mit Segmentbögen. Der Chorraum im Untergeschoss weist ein Kreuzrippengewölbe auf. Das Langhaus hat dagegen eine muldenförmige Holzdecke. Die Kirchenfenster sind zum Teil rechteckig, zum Teil Segmentbögen. An der Südseite und der Ostseite dominieren jedoch spitzbogige Fenster ohne Maßwerk.

## Ausstattung
Der Altar im Chorraum trägt ein hölzernes Kruzifix. Die auf einer Säule ruhende Kanzel und der Taufstein finden sich rechts vom Chorbogen. Die Empore ist an der Nordseite doppelstöckig. An der Ostseite trägt sie die Orgel. Der Orgelprospekt ist mit goldenen Verzierungen und Engelköpfen versehen.